# Strada Băniei
Strada Băniei este situată în centrul istoric al municipiului București, în sectorul 3.  

## Descriere
Strada este orientată de la vest spre est și se desfășoară pe o lungime de 150 de metri între bulevardul Ion C. Brătianu și strada Cavafii Vechi.

## Monumente istorice și clădiri
Ansamblul de arhitectură „Strada Băniei” este înscris pe Lista monumentelor istorice 2010 - Municipiul București - la nr. crt. 372, cod LMI B-II-a-B-18110. Sunt înscrise pe lista monumentelor și casa cu prăvălie de la nr. 3, precum și casele de la numerele 11, 15, 17, 19, 21 și 23.

## Legături externe
- Strada Băniei pe hartă
- Strada Băniei pe Flickr.com